# Tamer Yapur Maslup
Tamer Yapur Maslup (San Rafael, 20 de diciembre de 1923-26 de julio de 2014) fue un militar argentino que sirvió como coronel durante la dictadura iniciada en 1976. Fue designado interventor militar con el título de gobernador en la provincia de Mendoza por el Proceso de Reorganización Nacional, el día del golpe de Estado del 24 de marzo. Fue reemplazado al mes siguiente por el brigadier mayor Jorge Sixto Fernández.

## Carrera
Entre 1976 y 1977 comandó el Estado Mayor de la VIII Brigada de Infantería de Montaña con base en la provincia de Mendoza.

## Juicios
El 24 de mayo de 2006, le fue dictado arresto domiciliario, debido a su avanzada edad, por los crímenes de lesa humanidad cometidos durante su breve gobierno de facto.
El Tribunal Oral en lo Criminal Federal N.º 1 de la Provincia de Mendoza separó de la causa en marzo de 2011 a Tamer Yapur luego de ser declarado inimputable debido a  "alteraciones morbosas" de sus facultades mentales con síndrome demencial, los que directamente le impiden el entendimiento.